# MLB 2025
Die MLB-Saison 2025 ist die 124. Saison der Major League Baseball (MLB) und begann am 18. März 2025 mit zwei vorgezogenen Spielen in Tokio vor dem Opening Day am 27. März 2025. Die Regular Season soll am 28. September beendet werden. Das 95. MLB All-Star Game soll am 15. Juli von den Atlanta Braves im Truist Park in Atlanta ausgerichtet werden.

## Kalender
Die Major League Baseball hat am 18. Juli 2024 ihren Spielplan für 2025 veröffentlicht. Alle Teams werden 162 Spiele bestreiten. Dies wird die dritte MLB-Saison mit einem ausgeglichenen Spielplan sein, bei dem jede Mannschaft mindestens einmal gegen jede andere Mannschaft spielt, wie in der NBA und NHL. Der ausgeglichene Spielplan sieht 13 Spiele gegen Divisionsrivalen und insgesamt 62 Spiele gegen Divisionsgegner vor. Jedes Team wird 48 Interleague-Spiele bestreiten. Außerdem werden die Teams eine Heimspielserie mit vier Spielen bestreiten.
Die Los Angeles Dodgers und die Chicago Cubs werden ihre ersten zwei Spiele der Saison am 18. und 19. März im Tokyo Dome in Tokio austragen. Damit werden zum sechsten Mal MLB-Spiele in Japan gespielt. Diese Spiele sind Teil der MLB World Tour. Das 95. All-Star Game wird am 15. Juli von den Atlanta Braves im Truist Park in Atlanta ausgetragen. Das MLB Little League Classic soll am 17. August zwischen den Seattle Mariners und den New York Mets stattfinden in Bowman Field in Williamsport, Pennsylvania. Des Weiteren werden die Atlanta Braves und die Cincinnati Reds ein Spiel am 2. August unter der Bezeichnung MLB Speedway Classic in Bristol Motor Speedway in Bristol, Tennessee austragen.

## Teilnehmende Teams
Für die Saison 2025 wurden von der MLB keinerlei Änderungen bezüglich teilnehmender Franchises bzw. Ligen- und Divisionszuordnungen vorgenommen.
| American League   |                     |                    |
| East              | Central             | West               |
| Boston Red Sox    | Cleveland Guardians | Houston Astros     |
| New York Yankees  | Minnesota Twins     | Los Angeles Angels |
| Tampa Bay Rays    | Kansas City Royals  | Seattle Mariners   |
| Toronto Blue Jays | Chicago White Sox   | Texas Rangers      |
| Baltimore Orioles | Detroit Tigers      | Athletics          |

| National League       |                     |                      |
| East                  | Central             | West                 |
| Washington Nationals  | Chicago Cubs        | Los Angeles Dodgers  |
| Miami Marlins         | Milwaukee Brewers   | Arizona Diamondbacks |
| Atlanta Braves        | St. Louis Cardinals | Colorado Rockies     |
| New York Mets         | Pittsburgh Pirates  | San Diego Padres     |
| Philadelphia Phillies | Cincinnati Reds     | San Francisco Giants |

## Regeländerungen
Am 25. Januar 2025 kündigte die MLB eine Reihe von Regeländerungen an, die 2025 in Kraft treten werden.
- Verstößt ein Team gegen das zuvor eingeführte Verbot des Infield Shifts, bei dem mindestens zwei Infielder auf beiden Seiten der Second Base stehen müssen, erhält der Schlagmann die First Base und die Runner können eine Base vorrücken. Zuvor war die Strafe für einen Verstoß gegen das Verbot ein automatischer Ball. Die Teams haben weiterhin die Möglichkeit, die Strafe abzulehnen und das Ergebnis des Spiels zu akzeptieren.
- Bei der Wiederholungsprüfung kann nun überprüft werden, ob ein Spieler die Second oder Third Base überläuft, und der Spieler kann wegen Spielabbruchs ausgeschlossen werden, auch wenn dies nicht Gegenstand der ursprünglichen Prüfung war.
- Während der Spring Training hat die MLB auch den Automated Ball-Strike System (ABS) getestet, wobei die Teams zwei Prüfungen für Balls und Strikes haben. Der Batter, Catcher oder Pitcher können einen Ball oder Strike zur Prüfung bringen, aber sie müssen es sofort und mit keiner Außenhilfe tun.

## Reguläre Saison

### American League
| East Division |                   |    |    |        |     |
| PS            | Franchise         | W  | L  | %      | GB  |
| 2             | Toronto Blue Jays | 64 | 46 | 58,2 % | —   |
| WC            | New York Yankees  | 60 | 49 | 55,0 % | 3½  |
| WC            | Boston Red Sox    | 59 | 51 | 53,6 % | 5   |
|               | Tampa Bay Rays    | 54 | 56 | 49,1 % | 10  |
|               | Baltimore Orioles | 50 | 59 | 45,9 % | 13½ |

| Central Division |                     |    |    |        |     |
| PS               | Franchise           | W  | L  | %      | GB  |
| 1                | Detroit Tigers      | 64 | 46 | 58,2 % | —   |
|                  | Cleveland Guardians | 54 | 54 | 50,0 % | 9   |
|                  | Kansas City Royals  | 54 | 55 | 49,5 % | 9½  |
|                  | Minnesota Twins     | 51 | 57 | 47,2 % | 12  |
|                  | Chicago White Sox   | 40 | 69 | 36,7 % | 23½ |

| West Division |                    |    |    |        |    |
| PS            | Franchise          | W  | L  | %      | GB |
| 3             | Houston Astros     | 62 | 47 | 56,9 % | —  |
| WC            | Seattle Mariners   | 58 | 52 | 52,7 % | 4½ |
|               | Texas Rangers      | 57 | 53 | 51,8 % | 5½ |
|               | Los Angeles Angels | 53 | 56 | 48,6 % | 9  |
|               | Athletics          | 48 | 63 | 43,2 % | 15 |

Stand: 31. Juli 2025
W = Wins (Siege), L = Losses (Niederlagen), % = Winning Percentage, GB = Games Behind (Rückstand auf Führenden: Zahl der notwendigen Niederlagen des Führenden bei gleichzeitigem eigenen Sieg) 

### National League
| East Division |                       |    |    |        |     |
| PS            | Franchise             | W  | L  | %      | GB  |
| 3             | New York Mets         | 62 | 47 | 56,9 % | —   |
| WC            | Philadelphia Phillies | 61 | 47 | 56,5 % | ½   |
|               | Miami Marlins         | 52 | 55 | 48,6 % | 9   |
|               | Atlanta Braves        | 46 | 62 | 42,6 % | 15½ |
|               | Washington Nationals  | 44 | 64 | 40,7 % | 17½ |

| Central Division |                     |    |    |        |     |
| PS               | Franchise           | W  | L  | %      | GB  |
| 1                | Milwaukee Brewers   | 64 | 44 | 59,3 % | —   |
| WC               | Chicago Cubs        | 63 | 45 | 58,3 % | 1   |
|                  | Cincinnati Reds     | 57 | 53 | 51,8 % | 8   |
|                  | St. Louis Cardinals | 55 | 55 | 50,0 % | 10  |
|                  | Pittsburgh Pirates  | 47 | 62 | 43,1 % | 17½ |

| West Division |                      |    |    |        |     |
| PS            | Franchise            | W  | L  | %      | GB  |
| 2             | Los Angeles Dodgers  | 63 | 46 | 57,8 % | —   |
| WC            | San Diego Padres     | 60 | 49 | 55,0 % | 3   |
|               | San Francisco Giants | 54 | 55 | 49,5 % | 9   |
|               | Arizona Diamondbacks | 51 | 58 | 46,8 % | 12  |
|               | Colorado Rockies     | 28 | 80 | 25,9 % | 34½ |

Stand: 31. Juli 2025
W = Wins (Siege), L = Losses (Niederlagen), % = Winning Percentage, GB = Games Behind (Rückstand auf Führenden: Zahl der notwendigen Niederlagen des Führenden bei gleichzeitigem eigenen Sieg) 